# Smith/Kotzen
Smith/Kotzen — музичний проект музикантів Адріана Сміта (Adrian Smith) з гурту Iron Maiden і Річі Котцена (Richie Kotzen) з гурту The Winery Dogs.
Їхній однойменний дебютний альбом, випущений 26 березня 2021 року, був описаний Ultimate Classic Rock як суміш «блюзу, хард-року, традиційного R&B тощо». Котцен також додав елементи джаз-ф'южн до деяких композицій.
Випуску альбому Smith/Kotzen передував вихід синглу, який вийшов у січні 2021 року під назвою «Taking My Chances».
Обидва музиканти спільно грають на гітарі, бас-гітарі, співають, є композиторами та продюсерами альбому. Котцен також грає на барабанах у п’яти композиціях, а Тел Бергман (Tal Bergman), давній друг Річі та партнер по гастролях, замінює його в піснях «You Don’t Know Me», «I Wanna Stay» і «Til Tomorrow».
У записі композиції «Solar Fire» брав участь спеціальний гість, барабанщик Iron Maiden, Ніко МакБрейн (Nicko McBrain).

## Дискографія
Студійні альбоми
- Smith/Kotzen (2021)

Мініальбоми
- Better Days (2021)